# Joe Pasternak
Joseph Herman (Joe) Pasternak (Szilágysomlyó, 19 september 1901 – Hollywood, 13 september 1991) was een Hongaars-Amerikaans filmproducent.

## Levensloop
Pasternak werd in 1901 geboren in Szilágysomlyó als zoon van een Joodse stadsklerk. Hij emigreerde in de jaren 20 naar de Verenigde Staten. In 1922 ging hij aan de slag als ober in de New Yorkse studio's van de filmmaatschappij Paramount. Hij volgde intussen ook een acteeropleiding. Vanaf 1923 werkte hij als assistent voor regisseur Allan Dwan. Eind jaren 20 stuurde directeur Carl Laemmle hem voor zijn filmmaatschappij Universal naar Duitsland om films voor de internationale markt te produceren. Na de machtsgreep van de nazi's produceerde hij nog een tijdlang muziekfilms, voordat hij in 1936 terugkeerde naar de Verenigde Staten. In 1941 stapte hij over naar MGM, waar hij ook vooral muziekfilms produceerde. Na meer dan 90 filmproducties ging Pasternak in 1968 op pensioen.
Hij stierf in 1991 op 89-jarige leeftijd aan de ziekte van Parkinson.

## Filmografie (selectie)
- 1929: Ludwig der Zweite, König von Bayern
- 1929: Frühlingsrauschen
- 1929: Geheimpolizisten
- 1929: Der Teufelsreporter
- 1930: Zwei Menschen
- 1930: Zeugen gesucht
- 1930: Auf Leben und Tod
- 1930: Der Nächste, bitte!
- 1931: Die Nacht ohne Pause
- 1931: Ich geh' aus und Du bleibst da
- 1932: Fünf von der Jazzband
- 1932: Der Rebell
- 1932: Ein steinreicher Mann
- 1933: Skandal in Budapest
- 1934: Peter
- 1934: Frühjahrsparade
- 1934: Csibi, der Fratz
- 1935: Kleine Mutti
- 1936: Katharina, die Letzte
- 1936: Three Smart Girls
- 1937: One Hundred Men and a Girl
- 1938: Mad About Music
- 1938: Youth Takes a Fling
- 1938: That Certain Age
- 1938: Three Smart Girls Grow Up
- 1939: The Under-Pup
- 1939: First Love
- 1939: Destry Rides Again
- 1940: It's a Date
- 1940: Spring Parade
- 1940: A Little Bit of Heaven
- 1940: Seven Sinners
- 1940: Nice Girl?
- 1941: The Flame of New Orleans
- 1941: It Started with Eve
- 1942: Seven Sweethearts
- 1943: Presenting Lily Mars
- 1943: Thousands Cheer
- 1944: Song of Russia
- 1944: Two Girls and a Sailor
- 1944: Music for Millions
- 1945: Thrill of a Romance
- 1945: Anchors Aweigh
- 1945: Her Highness and the Bellboy
- 1946: Two Sisters from Boston
- 1946: Holiday in Mexico
- 1946: No Leave, No Love
- 1947: The Unfinished Dance
- 1947: This Time for Keeps
- 1948: Three Daring Daughters
- 1948: Big City
- 1948: On an Island with You
- 1948: A Date with Judy
- 1948: Luxury Liner
- 1948: The Kissing Bandit
- 1949: In the Good Old Summertime
- 1949: That Midnight Kiss
- 1950: Nancy Goes to Rio
- 1950: Duchess of Idaho
- 1950: The Toast of New Orleans
- 1950: Summer Stock
- 1951: The Great Caruso
- 1951: Rich, Young and Pretty
- 1951: The Strip
- 1952: Skirts Ahoy!
- 1952: The Merry Widow
- 1952: Because You're Mine
- 1953: Small Town Girl
- 1953: Latin Lovers
- 1953: Easy to Love
- 1954: Flame and the Flesh
- 1954: The Student Prince
- 1954: Athena
- 1955: Hit the Deck
- 1955: Love Me or Leave Me
- 1956: Meet Me in Las Vegas
- 1956: The Opposite Sex
- 1957: Ten Thousand Bedrooms
- 1957: This Could Be the Night
- 1958: Party Girl
- 1959: Ask Any Girl
- 1960: Please Don't Eat the Daisies
- 1960: Where the Boys Are
- 1962: The Horizontal Lieutenant
- 1962: Billy Rose's Jumbo
- 1963: The Courtship of Eddie's Father
- 1963: A Ticklish Affair
- 1964: Looking for Love
- 1965: Girl Happy
- 1966: Spinout
- 1966: Made in Paris
- 1966: Penelope
- 1968: The Sweet Ride